# Marsamxett Harbour

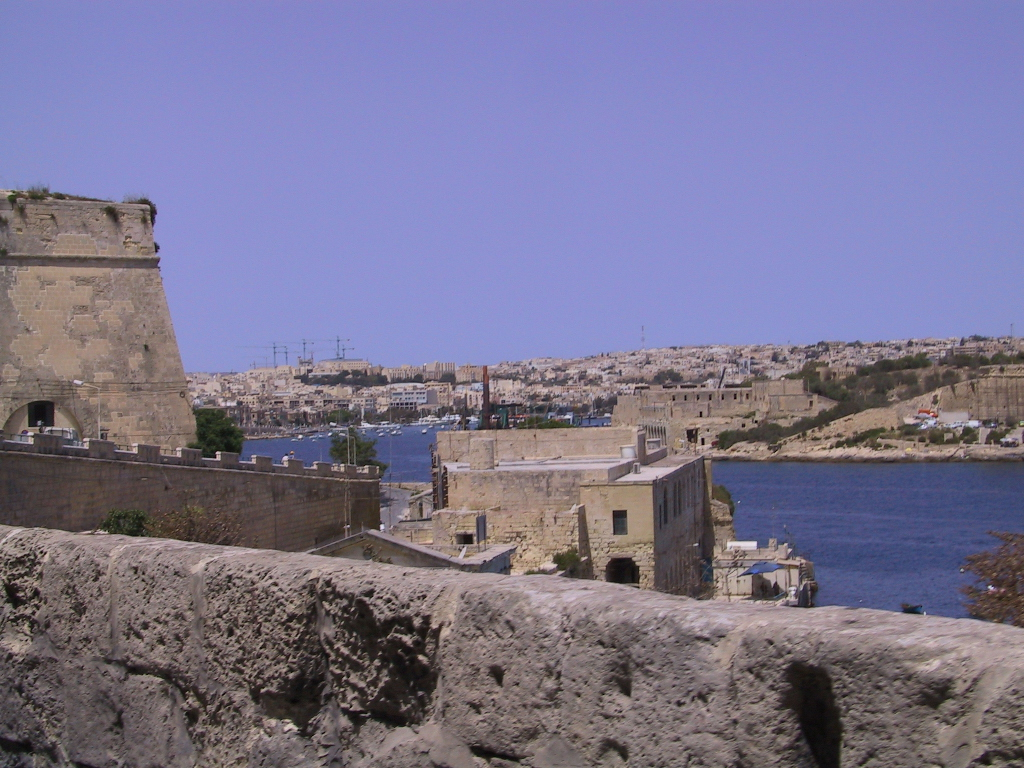
Marsamxett Harbour mit Manoel Island

Marsamxett Harbour, Skizze

Der Marsamxett Harbour (maltesisch Port ta’ Marsamxett [mɐr.sɐmˈʃɛt]) ist ein Hafen auf Malta. Er ist der nördlich gelegene von zwei Naturhäfen Vallettas. Im Norden wird er begrenzt durch die Städte Gżira und Sliema, im Westen durch die landeinwärts gelegenen Städte Ta’ Xbiex, Msida und Pietà. Der Marsamxett Harbour gliedert sich in den Sliema Creek, von wo aus die touristischen Ausflugsboote und eine Fähre nach Valletta ablegen, sowie in den Lazzaretto- und den Msida Creek. Hier befindet sich ein großer, durch seine Lage gut geschützte Yachthafen mit Platz für etwa 700 Yachten. In Ta' Xbiex befinden sich einige Botschaften. Von Pietà aus legen Fähren nach Gozo ab.
Im Marsamxett Harbour liegt Manoel Island, welche über eine kleine Brücke von Gżira zu erreichen ist und den Sliema Creek vom Lazzaretto Creek trennt. Auf der kleinen Insel befinden sich Yacht-Werften und das aus dem 18. Jahrhundert stammende Fort Manoel. Ab 1643 beherbergte die Insel ein Hospital und diente der Quarantäne an Pest und Cholera Erkrankter. Daher auch der Name „Lazzaretto Creek“.